# Phalaenopsis deliciosa
Phalaenopsis deliciosa (возможные русские названия: Фаленопсис делициоза, или Фаленопсис деликатный) — эпифитное трявянистое растение семейства Орхидные (Orchidaceae).
Относится к секции Deliciosae рода Phalaenopsis. Но некоторые систематики считают более естественным относить этот вид к роду Kingidium.
Вид не имеет устоявшегося русского названия, в русскоязычных источниках
используется научное название Phalaenopsis deliciosa.

## Синонимы
- Aerides latifolia  Thw. 1861
- Doritis hebe  [Rchb.f] Schlechter 1913
- Doritis latifolia  [Thw.] Trim 1885
- Doritis philippinensis  Ames 1908
- Doritis steffensii  Schlechter 1911
- Doritis wightii  [Rchb.f] Benth & J D Hook 1883
- Kingidium deliciosum  (Rchb. f.) H.R. Sweet 1970
- Kingidium deliciosum var bellum  Gruss & Röllke 1993
- Kingidium philippinenesis  [Ames] O. Gruss 1995
- Kingidium wightii  [Rchb.f] Gruss & Rolke 1995
- Kingiella hebe  [Rchb.f] Rolfe 1917
- Kingiella philippinensis  [Ames] Rolfe 1917
- Kingiella steffensii  [Schltr.] Rolfe 1917
- Phalaenopsis alboviolacea  Ridl. 1893
- Phalaenopsis amethystina  Rchb.f 1865
- Phalaenopsis bella  Teijsm & Binn. 1862
- Phalaenopsis hebe  Rchb.f 1862
- Phalaenopsis hebe var amboinensis  J.J.Sm. 1917
- Phalaenopsis wightii  Rchb.f 1862

### Разновидности
Вид имеет одну признанную форму — Phalaenopsis deliciosa  subsp. hookeriana (O.Gruss & Roellke) Christenson 2001. 

Отличающуюся жёлтой окраской лепестков. Встречается на северо-востоке Индии.
Эта разновидность имеет несколько синонимов:
- Kingidium deliciosum  var. hookeriana [Gross & Rolke] Christensen 2001
- Kingidium hookerianum  [Nichols] O.Gruss & Roellke 1994
- Kingidium hookerianum  O.Gruss & Roellke 1995

## Биологическое описание
Миниатюрный моноподиальный эпифит. 

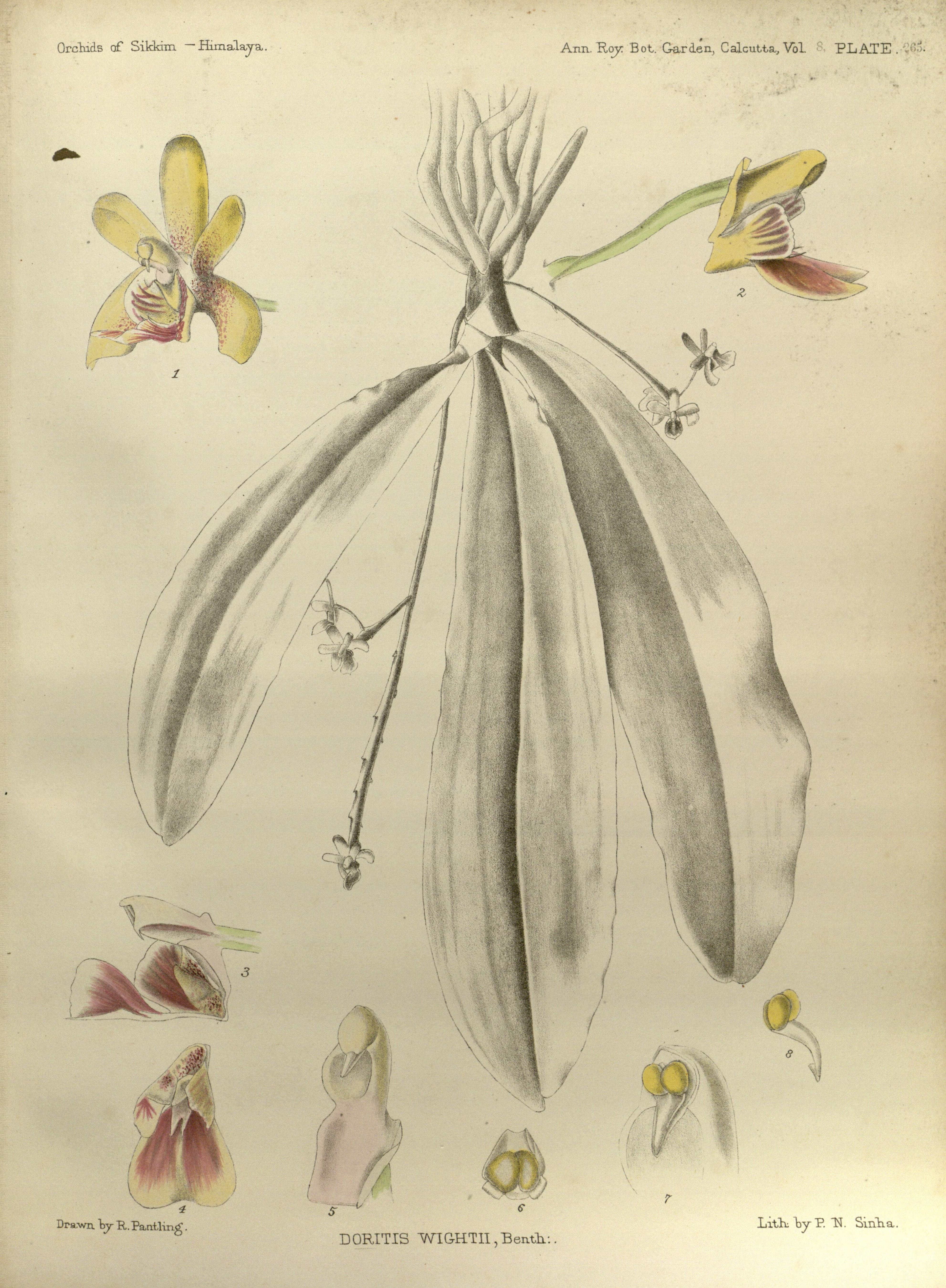
Phalaenopsis deliciosa
Ботаническая иллюстрация из книги «The Orchids of the Sikkim-Himalaya» G. King and R. Pantling. 1898 г.

Стебель укороченный, полностью скрыт основаниями 3-6 листьев. 
 Листья продолговато-овальные с рифлеными краями и слегка раздвоенными кончиками. Длиной — до 15 см, шириной — до 5 см. 
 Цветонос поникающий, ветвящийся, несёт более 15-ти последовательно раскрывающихся цветков. 

Цветки плотной текстуры, 1,5-2 см в диаметре, общий тон — беловато-розовый. Губа 1,3 см длиной, розовая, трехлопастная. Цветение на одном цветоносе может длиться 2-3 месяца.

## Ареал, экологические особенности
Китай (Гималаи), Индия (провинция Ассам), Бангладеш, Восточные Гималаи, Непал, Сикким, Шри-Ланка, Мьянма, Таиланд, Малайзия, Лаос, Камбоджа, Вьетнам, Борнео, Ява, Молуккские острова, Филиппины, Сулавеси, Суматра. 
Растет во влажных лесах по берегам водных потоков на высоте до 600 метров над уровнем моря. 

Период цветения: лето — начало осени. Отдельные растения в некоторых частях ареала могут быть обнаружены цветущими в любое время года.

## История
К роду Phalaenopsis причислен недавно систематиком Эриком Е. Кристенсоном. 
В литературе предшествующей пересмотру систематического положения вид, растение чаще всего фигурирует под названием Kingidium deliciosum.

## В культуре
Температурная группа — умеренная, теплая. 
 Относительная влажность воздуха воздуха — 60-80 % круглый год. Дневные температуры — 23-28°С, ночные — 18-20°С.
Наиболее предпочтительна посадка на блок. Между поверхностью блока и корнями растения устраивают толстую прокладку из мха, погружая в неё корни. Пересадка — по мере вымывания разложившегося мха и в случае перерастания блока. Слежавшийся потерявший свои свойства мох можно аккуратно удалить и подлолжить новый не пересаживая растение. После пересадки растение не поливают несколько дней.